# Karl Rothe (Politiker, 1848)

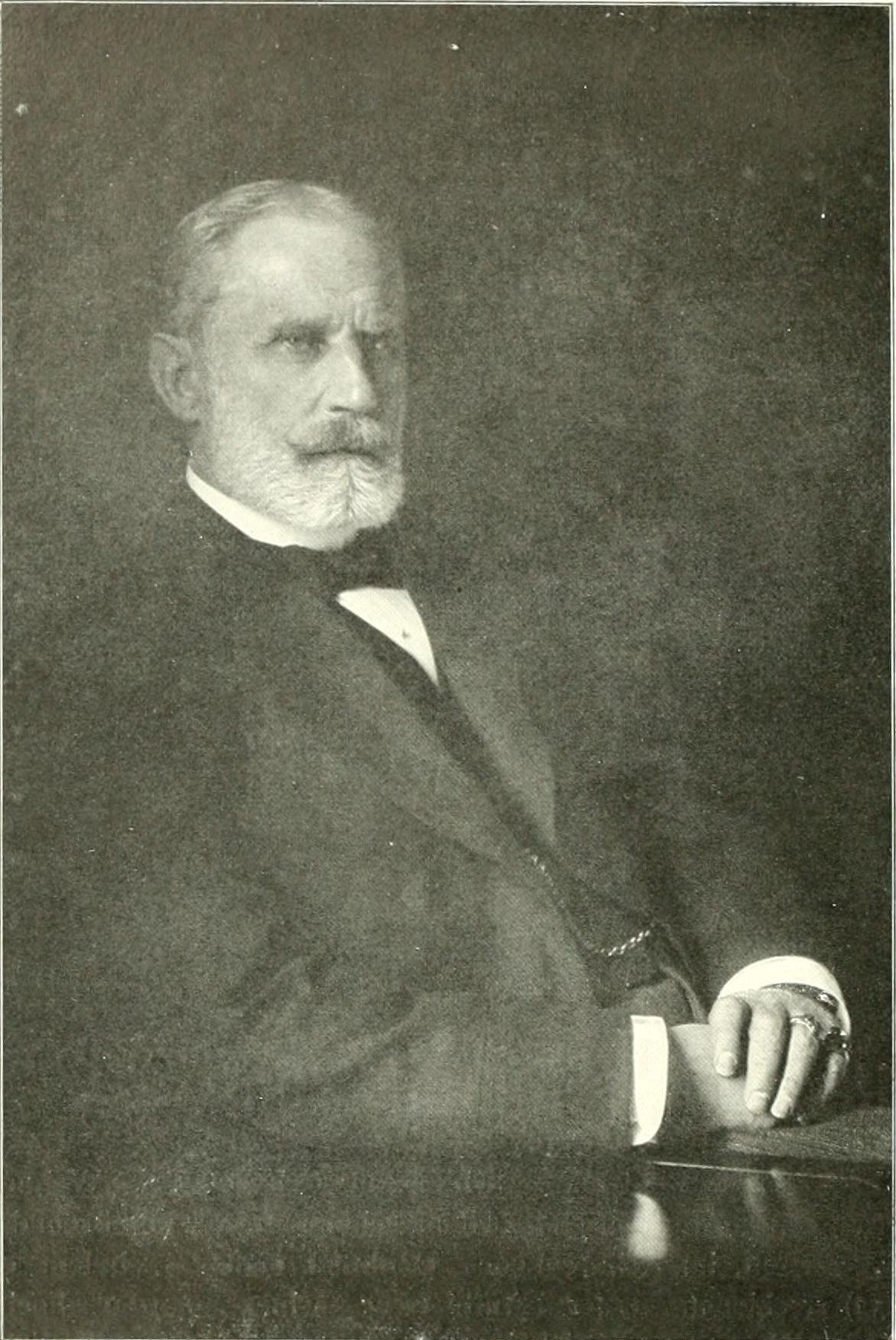
Karl Rothe (Foto: 1902)

Karl Friedrich Otto Rothe (* 10. Juli 1848 in Großrudestedt; † 28. April 1921 in Eisenach) war ein deutscher Politiker und Ehrenbürger von Jena. 1899 war er Staatsminister von Sachsen-Weimar-Eisenach und damit Bevollmächtigter beim Bundesrat.

## Leben
Als Sohn eines Amtskommissars geboren, studierte Rothe nach dem Besuch des Gymnasiums in Gera von 1869 bis 1873 Rechtswissenschaften in Jena. Während seines Studiums wurde er 1869 Mitglied der Burschenschaft Arminia auf dem Burgkeller. Er nahm am Deutsch-Französischen Krieg als Einjährig-Freiwilliger beim Jenaer Infanterieregiment 94 teil. Nach seinem Examen 1873 und seiner Zweiten Juristischen Staatsprüfung wurde er 1877 Kreisgerichtssekretär in Eisenach, 1878 Kreisgerichtsassessor in Weida und 1879 Landrichter in Gera. 1883 wurde er Vortragender Rat im Kultusdepartement des Staatsministeriums und zum Regierungsrat befördert. 1893 wurde er als Geheimer Regierungsrat Leiter des Finanzdepartements und 1899 als Wirklicher Geheimer Rat und Exzellenz Staatsminister sowie Vorsitzender des Staatsministeriums. In dieser Funktion war er für Sachsen-Weimar-Eisenach Bevollmächtigter beim Bundesrat. Zusammen mit seinem Bundesbruder Johannes Hunnius war er maßgeblich an der Vorbereitung der landesrechtlichen Einführungsgesetze zum Bürgerlichen Gesetzbuch (BGB) beteiligt. Ab 1901 leitete er das Kultusdepartement, das Ministerium des Großherzoglichen Hauses, der Justiz und der Finanzen. Nachdem er 1918 als Minister zurückgetreten war, wurde er Direktor der Staatlichen Hochschule für Bildende Kunst. Nebenbei war er Vorsitzender des Verwaltungsrats der Deutschen Schillerstiftung und organisierte für die neu gegründete Thüringische Landeskirche die finanziellen Angelegenheiten.

## Ehrungen
- 1900: Sachsen-Ernestinischer Hausorden, Großkreuz, verbunden mit dem erblichen Adel, wovon er aber keinen Gebrauch machte
- 1908: Ehrenbürger der Stadt Jena
- Ehrendoktor aller vier Fakultäten der Universität Jena
  - 1896: Dr. phil. h. c.
  - 1908: Dr. jur. h. c.
  - 1917: Dr. theol. h. c.
  - 1918: Dr. med. h. c.

Sein Bundesbruder Ferdinand Tönnies widmente 1922 seine Kritik der öffentlichen Meinung dem Andenken Karl Rothes.